# Lyn Wadley
Pour les articles homonymes, voir Wadley.
Lyn Wadley est une préhistorienne sud-africaine, professeure honoraire d'archéologie, affiliée au département d'Archéologie et à l'Institute for Evolution de l'université du Witwatersrand, à Johannesbourg. Lyn Wadley a notamment travaillé sur la domestication du feu en Afrique et sur le Middle Stone Age d'Afrique du Sud.

## Formation
Lyn Wadley obtient son diplôme de mastère à l'université du Cap en 1977, puis son doctorat de l'université du Witwatersrand en 1986.

## Carrière académique
Lyn Wadley enseigne à l'Université du Witwatersrand de 1982 à 2004. Bien qu'elle ait quitté l'université, elle continue à superviser des étudiants en doctorat.

## Fouilles
Lyn Wadley a dirigé une équipe d'archéologues à la grotte de Sibudu, au KwaZulu-Natal, et a mis au jour de nouvelles preuves des aptitudes cognitives d'Homo sapiens dès avant le Paléolithique supérieur.

## Domaines de recherche
Lyn Wadley est directrice de l'unité de recherche ACACIA (Ancient Cognition and Culture in Africa), à l'Université du Witwatersrand. Le but de cette unité est d'examiner les traces de cognition et de culture au Middle Stone Age, en Afrique du Sud. Durant les 12 dernières années, la grotte de Sibudu, au KwaZulu-Natal, a livré des vestiges archéologiques analysés par l'équipe ACACIA et par les étudiants. Lyn Wadley a également conduit des recherches en archéologie expérimentale afin de comprendre les procédés techniques qui furent adoptés à l'époque du Middle Stone Age. Elle fait partie de la liste de Thomson Reuters des chercheurs les plus cités[réf. souhaitée].

## Prix et distinctions
Lyn Wadley est membre de la Société royale d'Afrique du Sud.

## Publications
- Big Elephant Shelter and its role in the Holocene prehistory of Central South West Africa
- Current themes in middle stone age research
- Later Stone age hunters and gatherers of the Southern Transvaal, 1987
- Ochre for the toolmaker : shaping the Still Bay points at Sibudu (KwaZulu-Natal, South Africa)
- Our gendered past : archaeological studies of gender in southern Africa
- Past environmental proxies from the Middle Stone Age at Sibudu, Kwazulu-Natal, South Africa
- Those marvellous millennia : the Middle Stone Age of Southern Africa
- Who lived in Mauermanshoek Shelter, Korannaberg, South Africa ?
- avec Soriano, S. et Villa, P. (2006) - « Blade technology and tool forms in the Middle Stone Age of South Africa : the Howiesons Poort and post-Howiesons Poort at Rose Cottage Cave », Journal of Archaeological Science p. 1–23.
- avec Villa, P. et Delagnes, A. (2005) - « A late Middle Stone Age artifact assemblage from Sibudu (KwaZulu-Natal) : comparisons with the European Middle Paleolithic », Journal of Archaeological Science, 32, p. 399–422.
- avec Whitelaw, G. (2006) - Middle Stone Age research at Sibudu Cave, Southern African Humanities, vol. 18 (1), 341 p.